# Stefanía Maggiolini

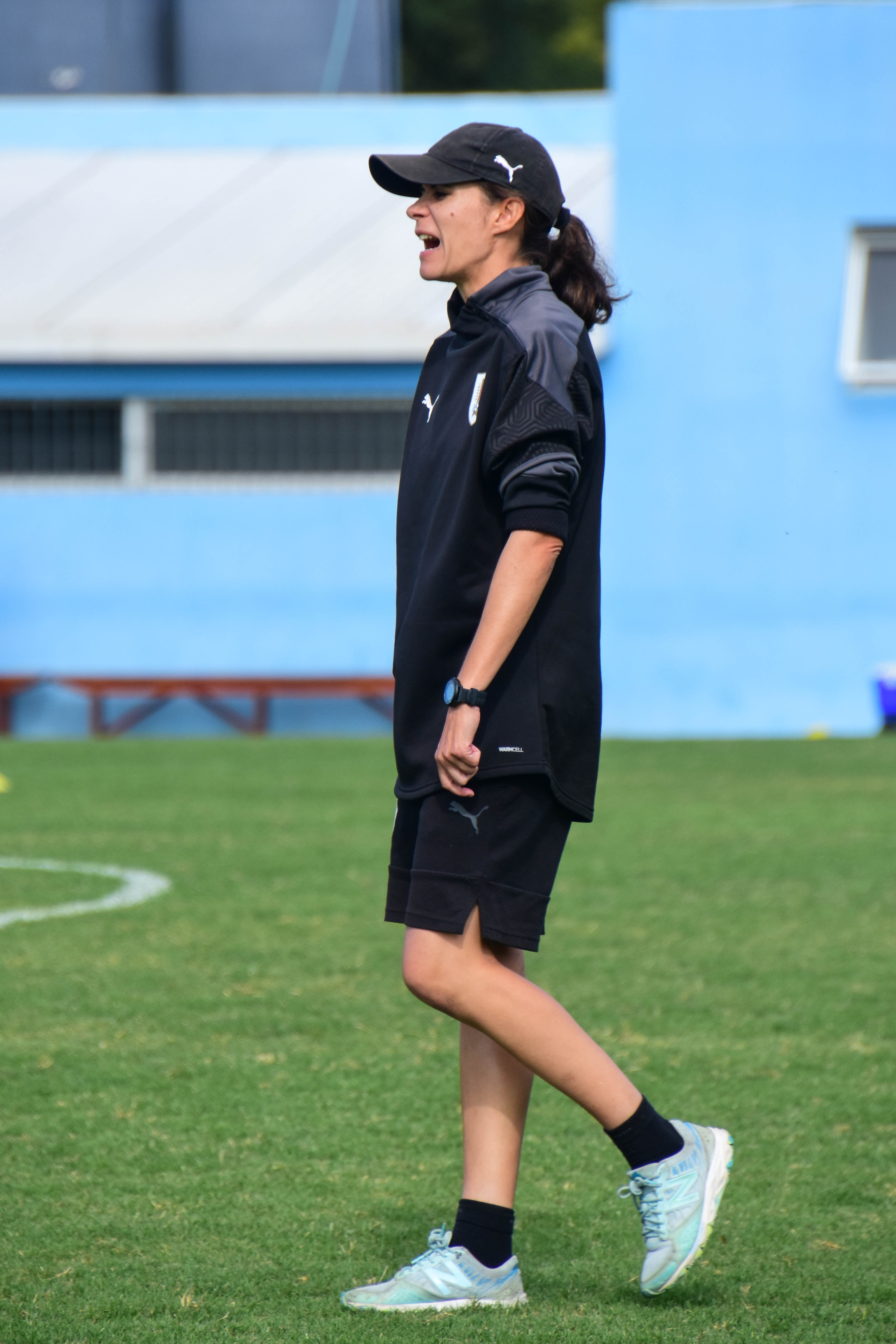
Stefanía Maggiolini

Stefanía Maggiolini (* 15. Oktober 1986) ist eine uruguayische Fußballspielerin.

## Karriere
Maggiolini absolvierte für die uruguayische Fußballnationalmannschaft der Frauen mindestens neun Länderspiele. Sie nahm mit dem uruguayischen Team an den Panamerikanischen Spielen 2007 teil.